# Thapsinillas longirostris
A Thapsinillas longirostris a verébalakúak (Passeriformes) rendjébe, ezen belül a bülbülfélék (Pycnonotidae) családjába és a Thapsinillas nembe tartozó faj. 21-22 centiméter hosszú. Az Indonéziához tartozó, az Új-Guinea és a Szunda-szigetek közötti szigeteken él, 1700 méteres tengerszint feletti magasságig. Gyümölcsökkel és rovarokkal táplálkozik. Októbertől novemberig költ.

## Alfajok
- T. l. platenae (W. Blasius, 1888) – Sangihe-szigetek;
- T. l. aurea (Walden, 1872) – Togian-szigetek;
- T. l. harterti (Stresemann, 1912) – Banggai-szigetek;
- T. l. longirostris (Wallace, 1863) – Sula-szigetek;
- T. l. chloris (Finsch, 1867) – Morotai-sziget, Halmahera-sziget, Bacan-sziget;
- T. l. lucasi (Hartert, 1903) – Obi-szigetek.

## Fordítás
- Ez a szócikk részben vagy egészben  a   Northern golden bulbul című angol Wikipédia-szócikk fordításán alapul.  Az eredeti cikk szerkesztőit annak laptörténete sorolja fel. Ez a jelzés csupán a megfogalmazás eredetét és a szerzői jogokat jelzi, nem szolgál a cikkben szereplő információk forrásmegjelöléseként.